# Psiloglonium ephedrae
Psiloglonium ephedrae är en svampart som först beskrevs av Henn., och fick sitt nu gällande namn av E. Boehm & C.L. Schoch 2009. Psiloglonium ephedrae ingår i släktet Psiloglonium och familjen Hysteriaceae.   Inga underarter finns listade i Catalogue of Life.